# Đinh Thị Kiều Trinh
Đinh Thị Kiều Trinh (sinh ngày 6 tháng 3 năm 1987) là một nữ chính trị gia người Việt Nam, dân tộc Thổ. Bà hiện là đại biểu quốc hội Việt Nam khóa XIV nhiệm kì 2016-2021, thuộc đoàn đại biểu quốc hội tỉnh Nghệ An, Ủy viên Hội đồng dân tộc của Quốc hội Việt Nam, Chuyên viên Phòng bình đẳng giới, Sở Lao động - Thương binh và Xã hội tỉnh Nghệ An. Bà đã trúng cử đại biểu quốc hội năm 2016 ở đơn vị bầu cử số 4, tỉnh Nghệ An (gồm thành phố Vinh và các huyện: Thanh Chương, Nam Đàn, Hưng Nguyên) được 386.729 phiếu, đạt tỷ lệ 67,72% số phiếu hợp lệ.

## Xuất thân
Đinh Thị Kiều Trinh sinh ngày 6 tháng 3 năm 1987 quê quán ở xã Đồng Văn, huyện Tân Kỳ, tỉnh Nghệ An. 
Bà hiện cư trú ở Số 4, ngõ 26, ngách 13, Đường Đinh Văn Chất, xóm Yên Bình, xã Hưng Đông, thành phố Vinh, tỉnh Nghệ An.

## Giáo dục
- Giáo dục phổ thông: 12/12
- Đại học chuyên ngành Khoa học quản lí
- Đại học chuyên ngành tiếng Anh

## Sự nghiệp
Bà gia nhập Đảng Cộng sản Việt Nam vào ngày 13/11/2015.
Khi ứng cử đại biểu Quốc hội Việt Nam khóa 14 vào tháng 5 năm 2016 bà đang là Chuyên viên Phòng bình đẳng giới Sở Lao động thương binh và Xã hội tỉnh Nghệ An.
Bà hiện là Chuyên viên Phòng bình đẳng giới, Sở Lao động - Thương binh và Xã hội tỉnh Nghệ An, Ủy viên Hội đồng Dân tộc của Quốc hội.
Bà đã trúng cử đại biểu quốc hội năm 2016 ở đơn vị bầu cử số 4, tỉnh Nghệ An (gồm thành phố Vinh và các huyện: Thanh Chương, Nam Đàn, Hưng Nguyên) được 386.729 phiếu, đạt tỷ lệ 67,72% số phiếu hợp lệ.
Bà đang làm việc ở Sở Lao động thương binh và Xã hội tỉnh Nghệ An.